# 헤이호 (마리오 시리즈)

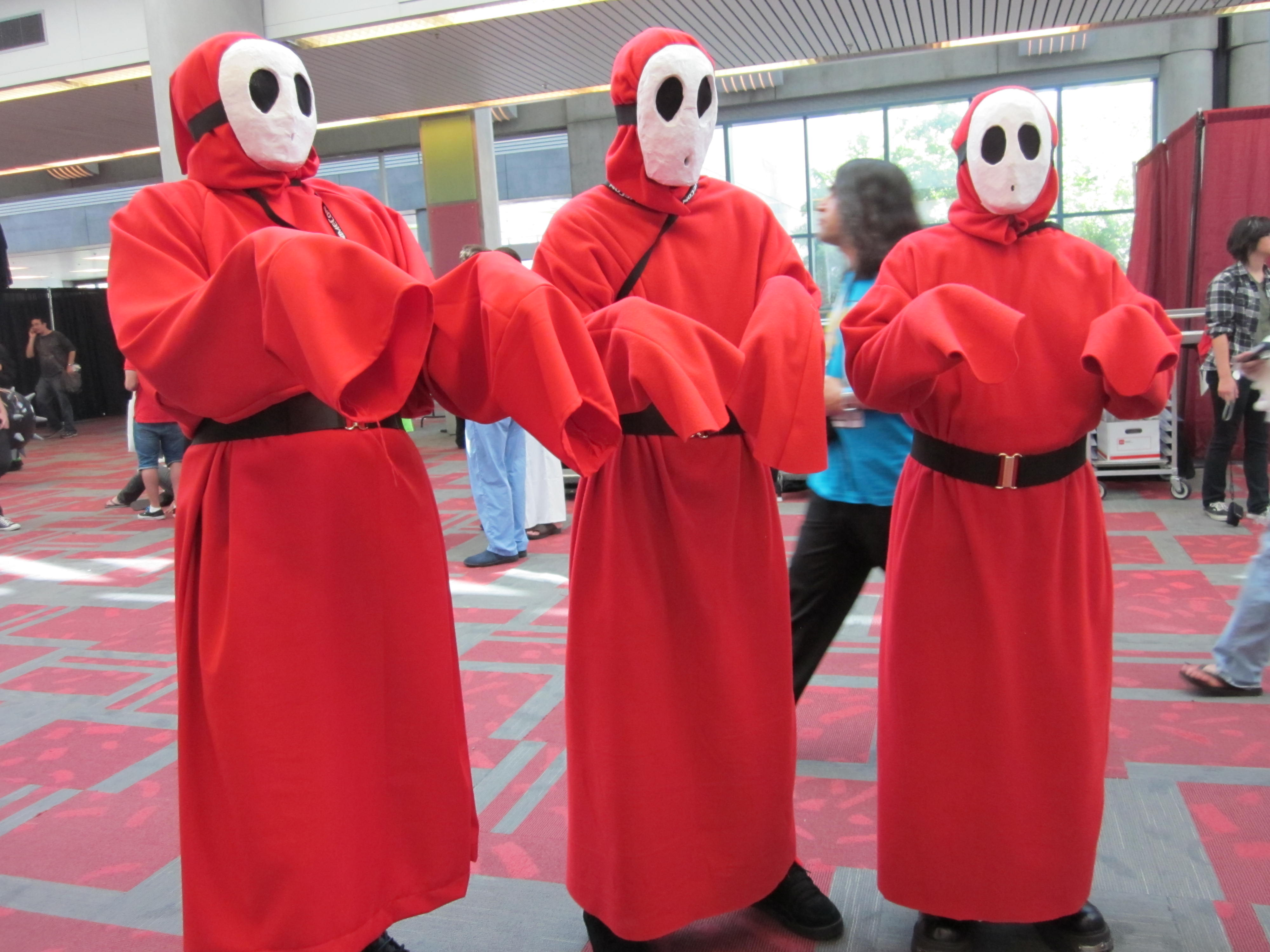

헤이호(일본어: ヘイホー, 영어: Shy Guy)는 후지TV의 '꿈공장 두근두근 패닉' 및 닌텐도가 발매한 컴퓨터 게임 소프트의 시리즈, 마리오 시리즈에 나오는 가공의 캐릭터이다.
원래 '꿈공장 두근두근 패닉'에서는 졸병 캐릭터였지만, 이 게임이 구미에서 슈퍼 마리오브라더스 2로 리메이크 된 것을 계기로, 마리오 시리즈 등장인물의 일원이 되었다. 의문의 가면을 쓰고 있다.
키노피오와 더불어 버섯 왕국 국민의 큰 비중을 차지하고 있으며 시리즈에 따라서는 적이었다가 아군이었다가 상점 운영자였다가 퀴즈쇼 진행자 등 포지션도 매우 다양한데 딱히 무슨 사상을 갖고 특정 인물의 부하로 일하는 게 아니라 돈만 주면 누구나 고용할 수 있는 종족이다.  실제로도 마리오의 부하로 등장한 적도 있다.
헤이호가 쓴 그냥 가면 대신 방독면 스타일의 외관에 입 부분에 대포가 달린 가면을 쓴 무우쵸, 프로펠러를 단 프로펠러헤이호 등 여러 바리에이션이 존재한다.